# Посёлок имени Дзержинского (Нижегородская область)
И́мени Дзержи́нского — посёлок в городском округе Перевозский Нижегородской области.

## Общая физико-географическая характеристика
Географическое положение
По автомобильным дорогам расстояние до областного центра города Нижнего Новгорода составляет 120 км, до административного центра города Перевоз — 18 км.
Часовой пояс
Имени Дзержинского, как и вся Нижегородская область, находится в часовой зоне МСК (московское время). Смещение применяемого времени относительно UTC составляет +3:00.

## История
До 31 мая 2017 года являлся административным центром Дзержинского сельсовета.

## Население
| 2002 | 2010 |
| ---- | ---- |
| 380  | ↘296 |

Национальный состав
Согласно результатам переписи 2002 года, в национальной структуре населения русские составляли 84 % из 380 человек.